# Erik Lindegren (bokkonstnär)
Erik Lennart Lindegren, född den 24 november 1919 i Kalmar, död den 31 december 1996 i Askims församling, var en svensk bokkonstnär, kalligraf och grafisk formgivare.

## Biografi
Efter realexamen 1935 utbildade sig Lindegren vid Skolan för bok- och reklamkonst 1942–1943. Han var därefter konstnärlig medarbetare vid Wezäta-Melins i Göteborg 1945–1964. Lindegren var från 1964 verksam i en egen studio i Askim i Göteborg. Bland hans arbeten kan nämnas bokverket Våra bokstäver A–C (1964–1965).
Lindegren var åren 1950–1969 föreståndare för Skolan för bokindustri Vid Slöjdföreningens skola (numera Högskolan för design och konsthantverk) i Göteborg. Lindegren finns representerad vid Nationalmuseum i Stockholm. Han är gravsatt i minneslunden på Billdals kyrkogård.